# ژرار مانونی
ژرار مانونی (فرانسوی: Gérard Mannoni‎؛ ۱۹۲۸ – ۱ آوریل ۲۰۲۰ (۹۲ سال)) مجسمه‌ساز اهل فرانسه بود. او در سال ۱۹۵۸ برای اولین بار در طول فعالیت حرفه‌ای خود در یک نمایشگاه گروهی شرکت کرد.